# Arlspitze
Arlspitze är ett berg i Österrike.   Det ligger i distriktet Sankt Johann im Pongau och förbundslandet Salzburg, i den centrala delen av landet, 260 kilometer väster om huvudstaden Wien. Toppen på Arlspitze är 2 214 meter över havet, eller 287 meter över den omgivande terrängen. Bredden vid basen är 2,6 km.
Terrängen runt Arlspitze är huvudsakligen bergig, men den allra närmaste omgivningen är kuperad. Närmaste större samhälle är Sankt Johann im Pongau, 10,0 kilometer norr om Arlspitze. 
I omgivningarna runt Arlspitze växer i huvudsak blandskog. Runt Arlspitze är det ganska glesbefolkat, med 45 invånare per kvadratkilometer.